# パスファインダーRPG
『パスファインダーRPG』（Pathfinder Roleplaying Game）は、アメリカ合衆国の出版社・パイゾ・パブリッシングが展開しているテーブルトークRPG（TRPG）。ウィザーズ・オブ・ザ・コースト社のOpen Gaming Licenseの元で開発され、2009年に初版が発売された。2017年にSFモノの姉妹システムとして『Starfinder RPG』を発売、2019年には『パスファインダーRPG 第2版』が発売された。
長らく日本国内での展開は行われなかったが、2017年1月、パイゾ社は日本のアークライト社と、『パスファインダーRPG』と『パスファインダー・アドベンチャー』カードゲームの日本語翻訳権を締結したことを発表、以後10年遅れ・版遅れながら初版の翻訳が出版されている。

## 初版
『ダンジョンズ&ドラゴンズ』（『D&D』）第3.5版の次バージョンである『D&D』第4版は、従来のルールを一新してほぼ別のシステムのゲームとしてデザインされた。『パスファインダーRPG』はそれとは対照的に、『D&D』第3.5版のルールを突き詰め発展させたゲームであり、『D&D』第3版系列の流れを組む『D&D』第3.5版の後継と目され、成功を収めた。非公式に『D&D』第3.75版と呼ばれることもある。
英語圏では『D&D』第4版を上回る成功を収め、2011年頃から『D&D』第5版出版以前までトップシェアとなり、最終的に『D&D』第3～3.5版に比肩する量の出版点数となった。

### 発売まで
『パスファインダーRPG』はその開発時において、開発途中の全てのルールをWeb上にて全世界のプレイヤーに一般公開し、テストプレイを行って貰ってその意見を製品にフィードバックするという方式を採った。
これはMMORPGなどの開発ではよくみられるが、当時のTRPG業界においてはあまり見られない方式であった。この1年間にも渡る「オープンα/βテスト」によって、『パスファインダーRPG』は新作ゲームとしては類を見ない規模と完成度を持つに至った。

### ルール面の特徴
『パスファインダーRPG』のルールは『D&D』第3.5版を発展させた物である為、特徴についてもほぼそのまま継承している（『D&D』第3版の項目を参照）。そのため、サプリメントなど『D&D』第3.5版時代の資産を活用できるのが特徴。ただし『D&D』第3.5版時代の煩雑なルールや技能などを一元化し、プレイを容易にするなどの改善が行われている。また、スキルの弱さや使いにくさなどからプレイヤーに不満のあったクラスに対しても、強化もしくは改良が施されている。

## 第2版
2018年5月にパスファンター10周年プロジェクトとして開発がアナウンスされ、翌2019年8月に正式版が発売。

### 発売まで
初版と同様に開発過程マテリアルの一般公開とプレイテストを経たが、今回はそのマテリアルをハードカバー化したものが出版された。

### ルール面の特徴
- "race"(種族)が"ancestry"(家系・血脈)と呼び替えられた。
  - 他にもゲーム内プレイヤーキャラクターのジェンダー問題を云々するなどポリティカル・コレクトネスに配慮が見られるものとなっている。
- ゴブリンが基本血脈に追加。
- コアクラスとしてAlchemistが追加。
- スキルその他がTEMLシステムという"Trained"(訓練済み), "Expert"(専門家), "Master"(師範・達人), "Legendary"(伝説級)の4段階習熟システムに。
- 3.x系で煩雑であった戦闘時アクションの種別を整理[3][4]。
- クリティカルヒットは10以上を振った際に起こり得る。また防御的クリティカルも存在[5]。
- 3.x系で未整備であった小休憩～大休憩の諸々を整備。
- 初版ではプレイヤーらが大量のマジックアイテムを溜め込み強力になり過ぎる点を修正[2]。

## ラインナップ

### 日本語版・初版
- パスファインダーRPG ビギナー・ボックス (2018年1月)
- パスファインダーRPG コア・ルールブック (2018年12月) ISBN 9784775316504
- パスファインダーRPG ベスティアリィ (2019年9月) ISBN 9784775317433

### 英語版・第2版
第2版では初版と同名となってしまう書籍があるため、書籍・アクセサリの表紙右上に囲みで"Second Edition"と統一的に明示している。また、検索時にタグ的に用いる"P2"という呼称をつける試みもなされている。
基本セット
- Core Rulebook
- Bestiary

Campaign Setting
- Lost Omens World Guide

### 英語版・初版
en:List of Pathfinder booksも参照。ハードカバー本は年4度程の刊行ペースで順調に刊行された。うち一部はPocket Edition(ソフトカバー)として再版もされた。PDF販売も完備。
基本ルール
- Core Rulebook - ゲームの基本ルール。『D&D』のPHBとDMGを併せたもの。フルカラー576ページの大著。
- Bestiary - モンスターのカタログ。『D&D』のMMにあたる。
- GameMastery Guide - ゲームマスター用のデータ/指南本。

拡張ルール
- Advanced Player's Guide  - プレイヤー用の上級オプション。
- Bestiary 2 - モンスターカタログその2。
- Ultimate Magic - 魔法についての上級オプション。
- Ultimate Combat - 戦闘についての上級オプション。
- Bestiary 3
- Ultimate Campaign - キャンペーン運用と高レベル帯の指南。
- Advanced Race Guide - 種族についての上級本。
- Mythic Adventures - 超・高レベルアドベンチャー指南。
- Bestiary 4
- Strategy Guide
- Pathfidner Unchained - ヴァリアントルール集。
- Occult Adventures
- Advanced Class Guide - クラスについての上級本。
- Bestiary 5
- Ultimate Intrigue
- Ultimate Equipment
- Horror Adventures
- Bestiary 6
- Adventurer's Guide
- Book of the Damned
- Ultimate Wilderness
- Planar Adventures

Codexシリーズ
そのまま使用可能なプレロールドキャラクター・ユニット集
- NPC Codex
- Monster Cpdex
- Villain Codex

Campaign Setting
ゲームをプレイするのに役立つ世界設定・データ本のシリーズ。惑星Golarionを舞台とする"Pathfinder Chronicles"キャンペーン。主にゲームマスター用。
Player Companions
設定本のシリーズその2。こちらはプレイヤー用。32ページで形態としてやや雑誌に近い。最盛期は月刊であった。
Modules
単発シナリオのシリーズ。
Adventure Path
定期的に刊行されたキャンペーンシナリオのシリーズ。6冊でひとつのキャンペーンを形成する。また、神々や新しいモンスターのデータ、小規模なサブシナリオ等が掲載されている。
Pathfinder Society Scenario
ユーザー参加企画「Pathfinder Society」用シナリオのシリーズ。

### その他
ゲーム用のミニチュア、アイテムカードセット、ゲーム世界を舞台とした小説などが発売されている。